# تشونغ هاي وون
تشونغ هاي وون مواليد 1 يوليو 1959 في كوريا الجنوبية، هو لاعب كرة قدم كوري جنوبي دولي سابق كان يلعب كمهاجم. سبق له أن لعب في كأس العالم لكرة القدم مع منتخب بلاده.

## المسيرة الاحترافية

### أندية لعب لها
- نادي بوسان أي بارك

## روابط خارجية
- تشونغ هاي وون على موقع الاتحاد الدولي (مؤرشف)  (الإنجليزية)
- تشونغ هاي وون على موقع دوري كوريا الجنوبية (الإنجليزية)
- تشونغ هاي وون على موقع قاعدة بيانات كرة القدم.إي يو (الإنجليزية)
- تشونغ هاي وون على موقع ناشيونال فوتبول تيمز (الإنجليزية)
- تشونغ هاي وون على موقع أوليمبيديا (الإنجليزية)